# Sabine Vollmar-Libal
Christa-Eva Sabine Vollmar-Libal (* 22. März 1934 in Bielefeld; † 10. Februar 2015 in Berlin) war eine deutsche Diplomatin.

## Leben
Bis 1961 studierte sie Rechtswissenschaft in Tübingen, Paris, München und Bonn und legte beide juristischen Staatsprüfungen ab. Von 1961 bis 1963 war sie am Oberlandesgericht Hamm als Assessorin tätig. 1963 trat sie in den auswärtigen Dienst. Nach der Laufbahnprüfung wurde sie 1965 in Rom beschäftigt. 1966 wurde sie an der Universität Bonn zum Doktor der Rechte promoviert. Von 1969 bis 1974 wurde sie in Bonn beschäftigt. Von 1975 bis 1976 wurde sie nächst dem UNO-Hauptquartier beschäftigt. Im Studienjahr 1976/77 nahm Vollmar-Libal am Advanced Study Program der Harvard University teil. Von 1977 bis 1980 wurde sie in Moskau beschäftigt. Von 1980 bis 1988 war sie vortragende Legationsrätin I. Klasse und Leiterin des Referats „Fragen der allgemeinen West-Ost-Beziehungen“ in Bonn. Von 1988 bis 1992 war sie Stellvertreterin des Botschafters in Rom. Von 1992 bis 1995 war sie Ministerialdirigentin und leitete sie die politische Abteilung in Bonn. Von 1996 bis 1999 war sie Botschafterin in Lissabon.
Ihr Ehemann war der Botschafter Michael Libal, der 2012 verstarb.